# Six Flags Dubaï
Six Flags Dubaï est un parc à thème qui devait être construit aux Émirats Arabes Unis par Tatweer Dubai LLC dans le cadre d'un accord de licence avec Six Flags. Le parc devait ouvrir ses portes en novembre 2011, mais Six Flags a résilié l'accord en 2010, après que Tatweer n'ait pas effectué un paiement envers Six Flags, en violation du contrat. Il a ensuite été relancé et est annulé en juillet 2019 près de Lapita Hotel et Riverland Dubai à Dubai Parks and Resorts.

## Histoire
En mars 2008, Dubai Holdings Inc. et Six Flags ont annoncé une alliance de marketing d'entreprise qui permettrait à Tatweer, membre de Dubai Holdings Inc., de louer le droit exclusif à la marque Six Flags dans le developpement de Dubaïland, aux Émirats Arabes Unis. Selon Six Flags, ce devait être le plus grand parc à être développer en dehors des États-Unis, et le premier de plusieurs produits à l'extérieur du Moyen-Orient. C'est également cette même année que Goddard Group a publié des concept-arts de différentes attractions et du parc.
L'inauguration du début des travaux devait commencer au début de 2009. Contrairement à d'autres parcs à thème de la chaîne, celui-ci n'aurait pas eu de thème Looney Tunes dans son parc ou de tout autre personnage de Warner Bros. Celui-ci planifiant son propre parc à thème à Yas Island, à Abu Dhabi. Six Flags Dubailand allait être le premier parc à être construit et ouvert sous le nom de Six Flags depuis Six Flags St. Louis, ouvert en 1971.
En 2010, en raison de difficultés financières, Tatweer n'effectua pas de paiement à Six Flags en vertu du contrat de licence. En violation de son contrat, Six Flags résilia l'accord.
Le 10 avril 2014, Six Flags a annoncé un nouveau partenariat distinct avec Meraas Leisure and Entertainment pour construire un parc à thème de marque Six Flags à Jebel Ali avec une date de lancement prévue fin 2017.
Le 27 mars 2016, il a été signalé que le parc à thème Six Flags Dubailand sera dans la deuxième phase du développement de Dubai Parks and Resorts et devrait ouvrir au quatrième trimestre de l'année 2019.
Le 3 mai 2016, le site internet des investisseurs de Six Flags publie un second concept-art présentant le parc. 
Le 3 juillet 2016, avant l'ouverture de Dubai Parks and Resorts en octobre, la construction du parc a commencé. Celui-ci devrait contenir 27 attractions.
En février 2019 le financement est annulé 

## Le Parc
Les invités entreront et sortiront du parc grâce à une impressionnante allée à la fine pointe de la technologie. La zone entièrement climatisée offrira une mezzanine VIP, un espace pour les événements privés et proposés, ainsi qu'un éventail de magasins de détail et de restauration, y compris une boulangerie et une charcuterie de marque. Les invités auront accès à trois attractions à partir de cette allée.
Prévu pour ouvrir en 2019, Six Flags Dubaïland, conçu en partenariat avec FORREC, comprendra 27 manèges et attractions (y compris des montagnes russes les plus populaires), des tours en montée, des toboggans, plusieurs expériences de réalité virtuelle et un prochain parcours scénique interactif en 4-D.